# إيفايلو تسيفيتكوف
إيفايلو تسيفيتكوف (بالبلغارية: Ивайло Цветков)‏ هو لاعب كرة قدم بلغاري في مركز الوسط، ولد في 28 أغسطس 1979 في Samokov ‏ في بلغاريا. لعب مع نادي لوكوموتيف صوفيا.